# Johan Mutters

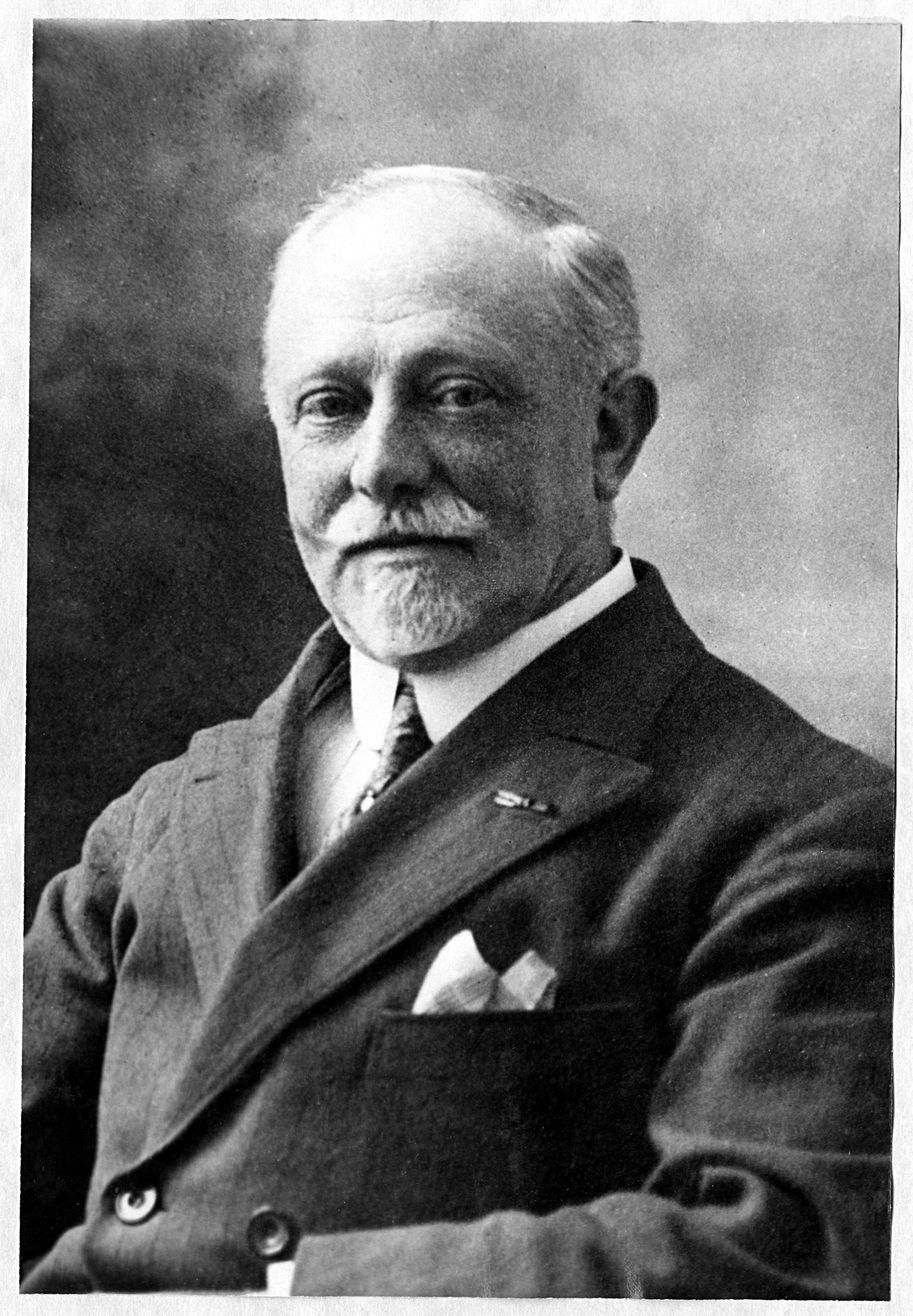
Johannes Mutters, gefotografeerd niet lang voor zijn dood

Johannes Mutters (Den Haag, 5 november 1858 - Wassenaar, 13 december 1930) was een Nederlandse architect.

## Biografie
Johan Mutters behoorde tot een groep Haagse architecten die rond de eeuwwisseling zochten naar vernieuwende bouwstijlen en -materialen. Zij droegen bij tot de ontwikkeling van de art nouveau of jugendstil zoals die in Den Haag tot bloei kwam.
In 1887 trouwde hij met de uit Rotterdam afkomstige Maria Catharina Brouwer (1862-1934). In 1896 liet hij voor zijn gezin een huis te bouwen aan de Wassenaarseweg 13. De gevel werd versierd met Jugendstil bloemmotieven en er kwam een ruim trappenhuis rondom de hall. Het pand werd in de Tweede Wereldoorlog afgebroken. De ontwerpen voor Hoogstraat 30 en Venestraat 27-29 behoren tot de eerste voorbeelden van Jugendstil in Den Haag. Mutters heeft in 1897-1898 de Sociëteit de Witte op het Plein uitgebreid door de gevel van architect Outshoorn te kopiëren. Het interieur mocht hij in de art-nouveaustijl inrichten. Voor de wereldtentoonstelling van 1900 in Parijs maakte hij een ontwerp voor een woonhuis aan de Jan van Nassaustraat 35 in Den Haag. De Engelse Tudor stijl werd daar aangevuld door jugendstildetails zowel bij de ingang als bij de hekjes. Details tussen de natuurstenen banden bij de topgevel zijn verdwenen.
De mode veranderde snel. In 1908-1909 bouwde hij voor de firma Kühne het imposante gebouw op de hoek van de Kneuterdijk en de Plaats. De bouwstijl was zakelijk en werd beïnvloed door Franse barok. De gevel heeft bakstenen met natuurstenen pilasters, kroonlijsten en siervazen. In 1911 bouwde hij een kantoorgebouw aan de Anna Paulownastraat. Het was een monumentaal hoekpand waarin twee verzekeringsmaatschappijen zich vestigden. In 1912-1913 ontwierp hij aan de Bezuidenhoutseweg een kantoorgebouw voor de Haagsche Assurantie Compagnie. Deze twee laatste ontwerpen lijken beïnvloed door de rationalistische bouwstijl van H.P. Berlage uit die tijd. Dat jaar werd ook Grand Hotel Central gebouwd aan de Lange Poten. Het gebouw wordt nu gebruikt door de Tweede Kamer.
In 1914 werd Jan Wils leerling-tekenaar bij Mutters, Wils zou twee jaar later een eigen bureau oprichten en lid worden van De Stijl.
Als (mede-) aandeelhouder van de bedrijven ; "Exploitatie Maatschappij Park de Kieviet" , "Wildrust" en "Kievietsduin" ontwierp hij van 1914 tot zijn dood in 1930, villapark "de Kieviet" in Wassenaar en bouwde er 38 villa's waarvan er 30 bewaard zijn gebleven.
De laatste jaren woonden Mutters en zijn echtgenote in "Berkenhof" in Wassenaar, waar hij in 1930 overleed.
Koninklijke Nederlandsche Meubelfabriek H.P. Mutters & Zoon
Johan Mutters was familie van Hermanus Pieter Mutters (1797) die met zijn vader Johannes in 1816 de meubelwerkplaats H.P. Mutters en Zoon bij de Koningspoort in de Molenstraat oprichtte die uitgroeide tot een meubelfabriek. De fabriek verhuisde later naar het Piet Heinplein. Het fabriekscomplex is in de jaren zeventig gesloopt.

## Zijn werk
Onvolledig overzicht (in Den Haag, tenzij anders vermeld):
- 1887: Zeekant, Scheveningen: Savoy Hotel, in 1979 (afgebroken)
- 1890: Dagelijks Groenmarkt 37: Zuid Hollandsch Koffiehuis
- 1891: Badhuisweg 25: Hotel De Wittebrug; na diverse uitbreidingen werd het in 1996 afgebroken
- 1891: Lange Voorhout 40: Haagsche Club
- 1895: Venestraat 23: winkelpui voor Lensvelt Nicola (afgebroken)[3]
- 1894: Plaats 5: winkel/woning voor de firma Bloemaerts (afgebroken)
- 1895: Plaats 9: winkel/woning voor de firma Louis Lanen
- 1896: Hoogstraat 38: winkel/kantoorpand Bodega Oporto
- 1896: Wassenaarseweg 13: eigen woonhuis (afgebroken)
- 1897: Hoogstraat 30: winkelwoning en magazijn voor de Firma Hagemeijer, in 1958 verbouwd
- 1897: Theresiastraat 145, Johannes Camphuijsstraat 23-25: Nederlandsch Sportpark
- 1897: Venestraat 21: winkelinrichting voor de firma Bothe (afgebroken)
- 1898: Eslaan 12, Bussum, Villa Insulinde (afgebroken)
- 1898: Plein 24: uitbreiding van de Sociëteit de Witte (interieur in 1930 gewijzigd)
- 1899: Jan van Nassaustraat 35: woonhuis Wirtz
- 1899: Venestraat 23: verbouwing voorgevel voor Lensvelt Nicola (afgebroken)
- 1900: Gedempte Burgwal 16-18: Melkinrichting De Landbouw, ook veel meubilair ontworpen, gebouw rond 1978 afgebroken
- 1901: Jan van Nassaustraat 107: Huis Blokhuis
- 1902: Venestraat 27-29 (nu 29-31): dubbele winkelwoning
- 1903: Venestraat 25: winkelwoning voor Lensvelt Nicola (afgebroken)
- 1903: Elst, Landhuis Schoonderlogt, (afgebroken)
- 1903: Zeekant 58-59 in Scheveningen: villa Vista di Mare en Casa Maria, 2 bijna gelijke villa's onder 1 kap, chaletstijl
- 1903: Rijswijkseweg 121 - 133, 2516 HB Rijswijk, 6 huizen
- 1904: Bloemendaal: Potgieterweg 3, Huize Lariksheuvel, landhuis voor de weduwe Alting Mees
- 1904: Buitenhof 20: Hotel Des Deux Villes, in 1935 bioscoop Cineac, nu bioscoop Pathé Buitenhof
- 1905: Parkstraat 93: woonhuis
- 1907: Parkweg 16: Villa Cecile
- 1907: Juliana van Stolberglaan 88, Den Haag, villa , (afgebroken)
- 1908: Velp, Daalhuizerweg 2, Huize de Ramstede, (afgebroken)
- 1909: Kneuterdijk 2: winkel voor de firma Kühne
- 1909: Herengracht 11: woon/winkelhuis (samen met J. Gort)
- 1910: Eisenhowerlaan 132 (was Stadhouderslaan 32): villa De Kempenaer, voor jonkvrouwe Van Andringa De Kempenaer
- 1911: Venestraat 23-25: verbouwing tot lunchroom voor Lensvelt Nicola (afgebroken)
- 1911: Anna Pauwlonastraat, kantoorgebouw voor de Rotterdamsche Lloyd en Levensverzekeringmaatschappij Fatum (afgebroken)
- 1913: Korte Poten 7a: interieur Apotheek Nanning aan de Korte Poten (ontwerp van J.J. van Dam en J.C. van Dorsser): interieur met groene tegels gemaakt door de Porceleyne Fles, aangebracht op de wanden en de toonbank.
- 1913: Lange Poten 6-10: Grand Hotel Central (nu onderdeel Tweede Kamer en Nieuwspoort)
- 1913: Carnegielaan 11: Villa Ten Rande (nu Villa Arka)
- 1913: Bezuidenhoutseweg 1: kantoorpand van de Haagsche Assurantie Compagnie van 1805
- 1916: Zandberglaan 17, 4818 GH Breda, villa De Goudhaan,
- 1923: Utrechtseweg 18, 3704 HC Zeist, villa Op Honk
- 1926: Soestdijkseweg noord 392, 3723 HL Bilthoven, villa Stadtwijk,

Wassenaar

- 1896: Weteringlaan 9, 2243 GJ Wassenaar: villa
- 1909: Oud Clingendael 1, 2245 CH Wassenaar, Villa Oud Clingendael
- 1913: Duinvoetlaan 24 - 32, 2243 GK Wassenaar: garage "Park de Kieviet" (afgebroken in 1990)
- 1914: Wilhelminaplantsoen, 2243 HD Wassenaar: rond gemetseld terras met trappen en pergola
- 1914: Duinvoetlaan 22, 2243 GL Wassenaar: villa "Duinvoet"
- 1914: Duinweg 1, 2243 GG Wassenaar: villa "Uyt den Druck" (gemeentemonument)
- 1914: Duinweg 3, 2243 GG Wassenaar: villa
- 1914: Iepenlaan 8, 2243 GE Wassenaar: villa
- 1915: Berkenlaan 1, 2243 HX Wassenaar: villa "Berkenhof" (eigen woonhuis afgebroken in 1975)
- 1916: Duinweg 2, 2243 GH Wassenaar: villa
- 1916: Duinvoetlaan 20, 2243 GL Wassenaar: villa "Duinrande" (nu 't Huis Geertrijn)
- 1917: Duinweg 4, 2243 GH Wassenaar: villa "Beukenoord"
- 1918: Waldeck Pyrmontlaan 33, 2243 HL Wassenaar: villa " 't Hoveke " (afgebroken in 1964)
- 1918: Kievietslaan 19, 2243 GB Wassenaar: klein landhuis
- 1918: Prins Hendriklaan 7, 2243 HP Wassenaar: villa "Sole Mio" (gemeentemonument)
- 1919: Berkenlaan 3, 2243 HX Wassenaar: villa (afgebroken in 1974)
- 1919: Berkenlaan 4, 2243 HX Wassenaar: villa "Hermine"
- 1919: Duinvoetlaan 7, 2243 GK Wassenaar: villa met rieten kap
- 1919: Weteringlaan 11, 2243 GJ Wassenaar: villa
- 1920: Julianaweg 12, 2243 HT Wassenaar: villa
- 1920: Mecklenburglaan 6, 2243 HN Wassenaar: villa "Helogeli" met plat dak
- 1920: Julianaweg 8, 2243 HT Wassenaar: villa "Zonnehof" (rijksmonument)
- 1921: Nassaulaan 17, 2243 HJ Wassenaar: villa "Kleine Wildernis"
- 1923: Oranjelaan 2, 2243 HG Wassenaar: "Kievietkerk"
- 1923: Buurtweg 16, 2244 AD Wassenaar: schoolgebouw Kievietschool (gemeentemonument)
- 1924: Berkenlaan 2, 2243 HX Wassenaar: villa (afgebroken in 1972)
- 1924: Duinlustweg 15, 2243 GP Wassenaar: villa
- 1924: Duinlustweg 17, 2243 GP Wassenaar: villa
- 1924: Duinlustweg 19, 2243 GP Wassenaar: villa
- 1924: Duinlustweg 21, 2243 GP Wassenaar: villa
- 1926: Wilhelminalaan 1, 2243 HD Wassenaar: villa
- 1926: Wilhelminalaan 5, 2243 HD Wassenaar: villa
- 1927: van der Oudermeulenlaan 18, 2243 CS Wassenaar: villa
- 1928: Vijverweg 19, 2243 HS Wassenaar: half vrijstaande villa
- 1928: Vijverweg 21, 2243 HS Wassenaar: half vrijstaande villa
- 1928: Vijverweg 23, 2243 HS Wassenaar: half vrijstaande villa
- 1928: Vijverweg 25, 2243 HS Wassenaar: half vrijstaande villa
- 1928: Julianaweg 3 en 5, 2243 HT Wassenaar: garage, tennisveld en ommuurde rozentuin.
- 1928: Wilhelminaplein 1, 2243 HD Wassenaar: villa
- 1928: Wilhelminaplein 5, 2243 HD Wassenaar: villa "Srettum" (mutters omgekeerd)
- 1929: Wilhelminaplein 3, 2243 HD Wassenaar: villa "de Vogelhof"

## Literatuur

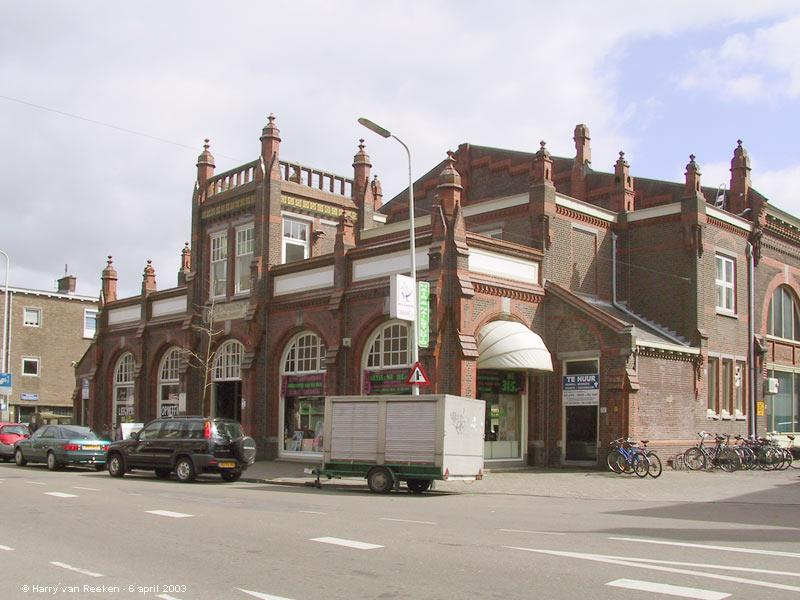
Theresiastraat 145 (1897)
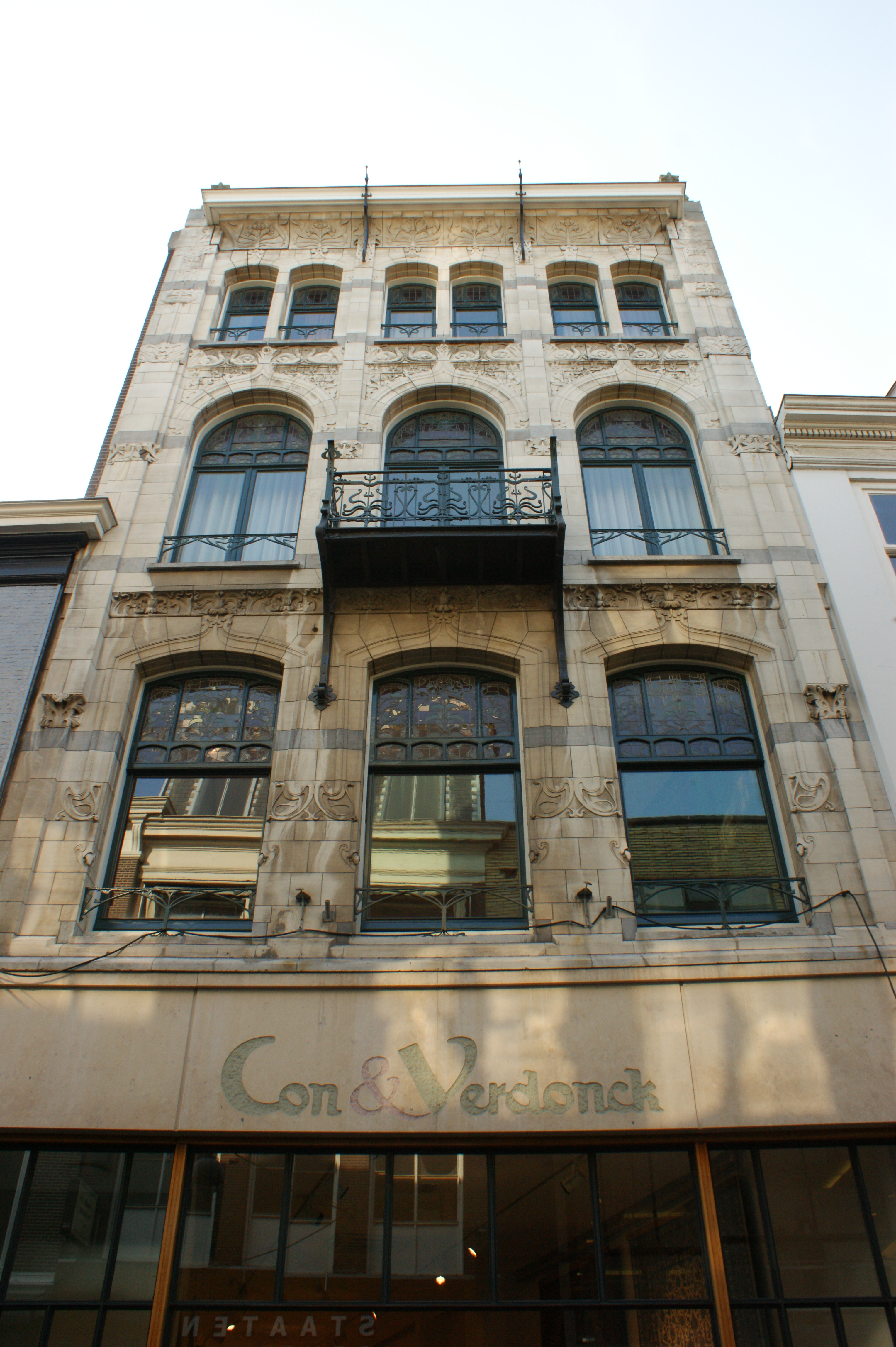
Hoogstraat 30 (1897)
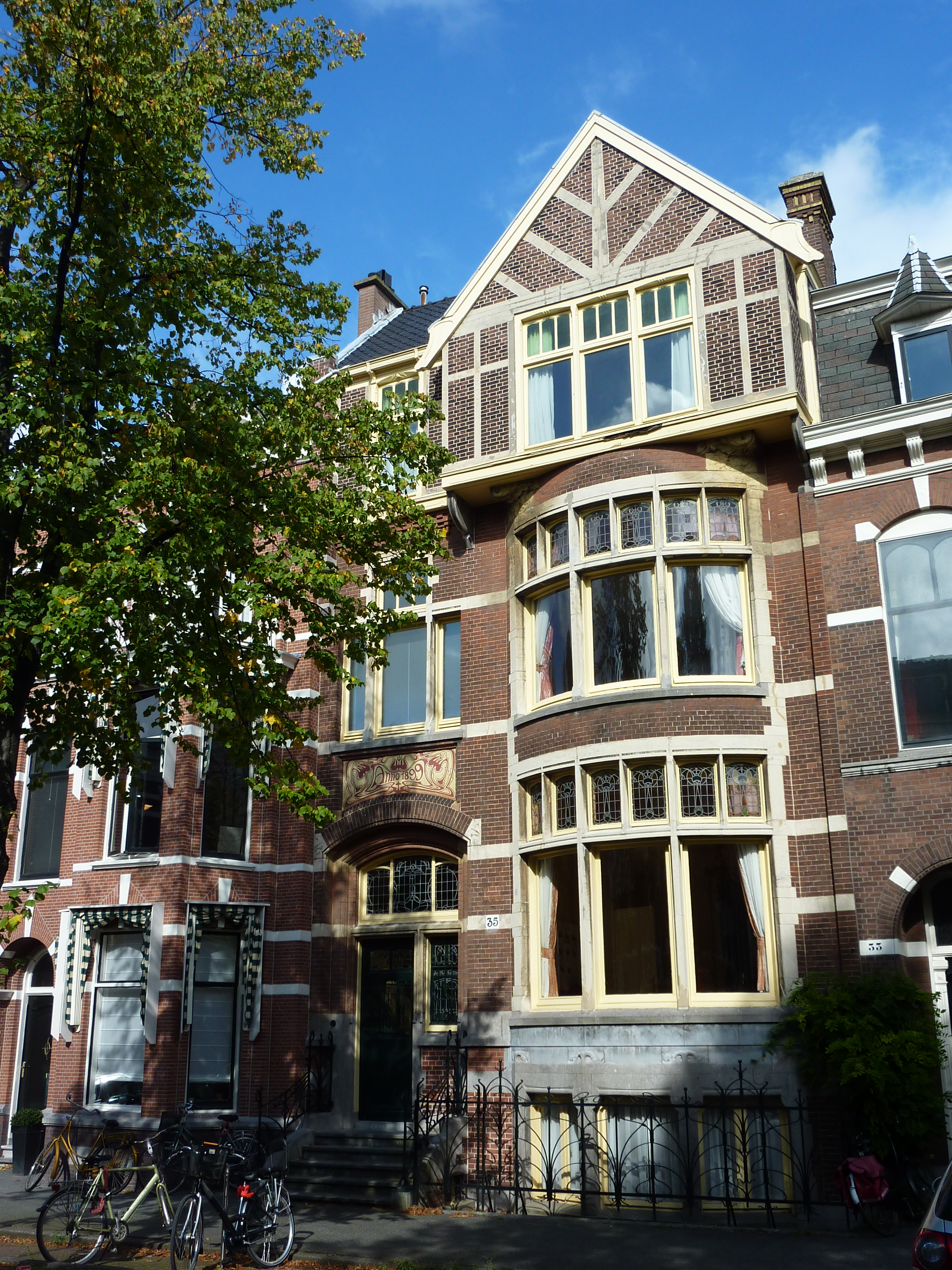
Huis Wirtz (1899)
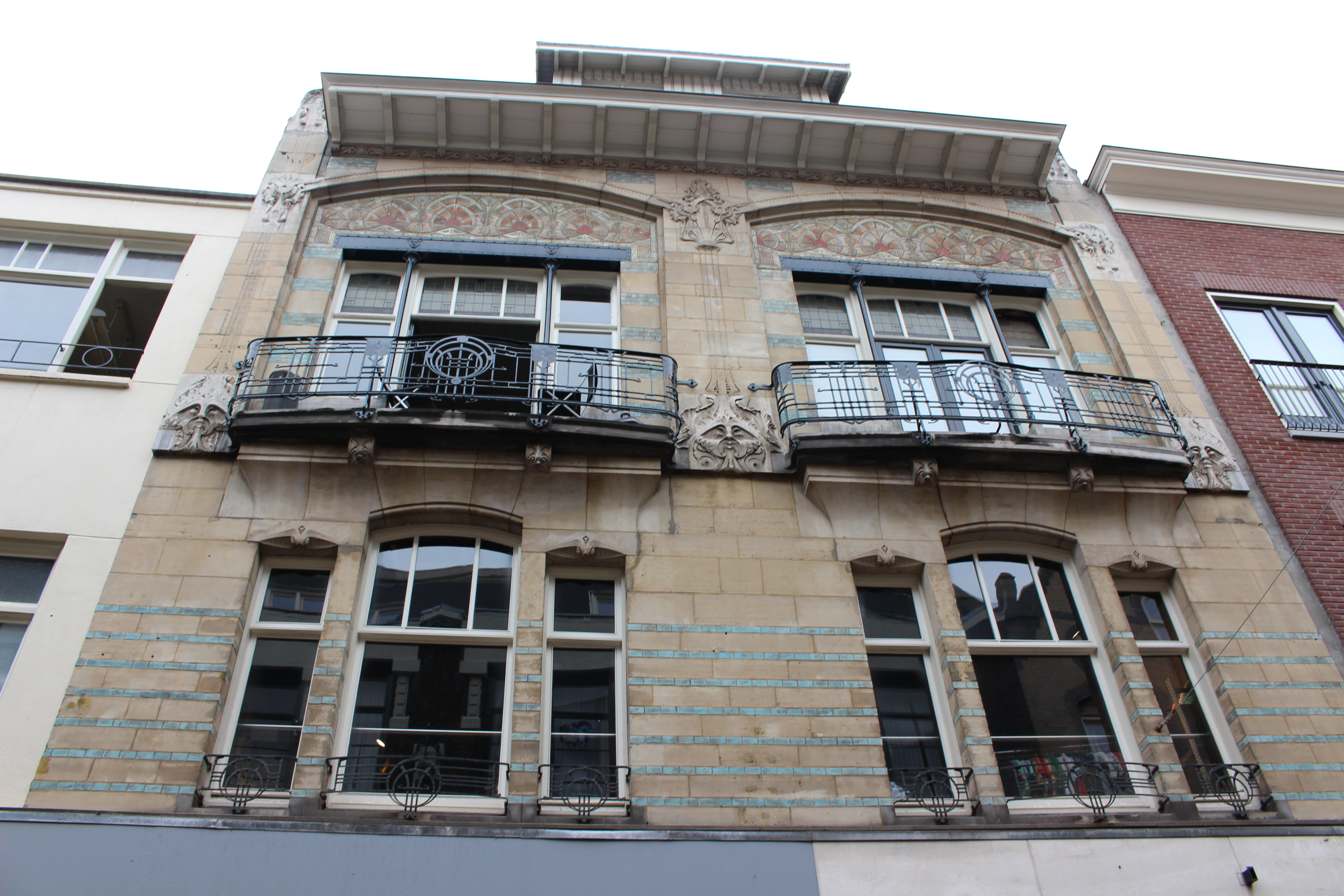
Venestraat 27-29 (1902)
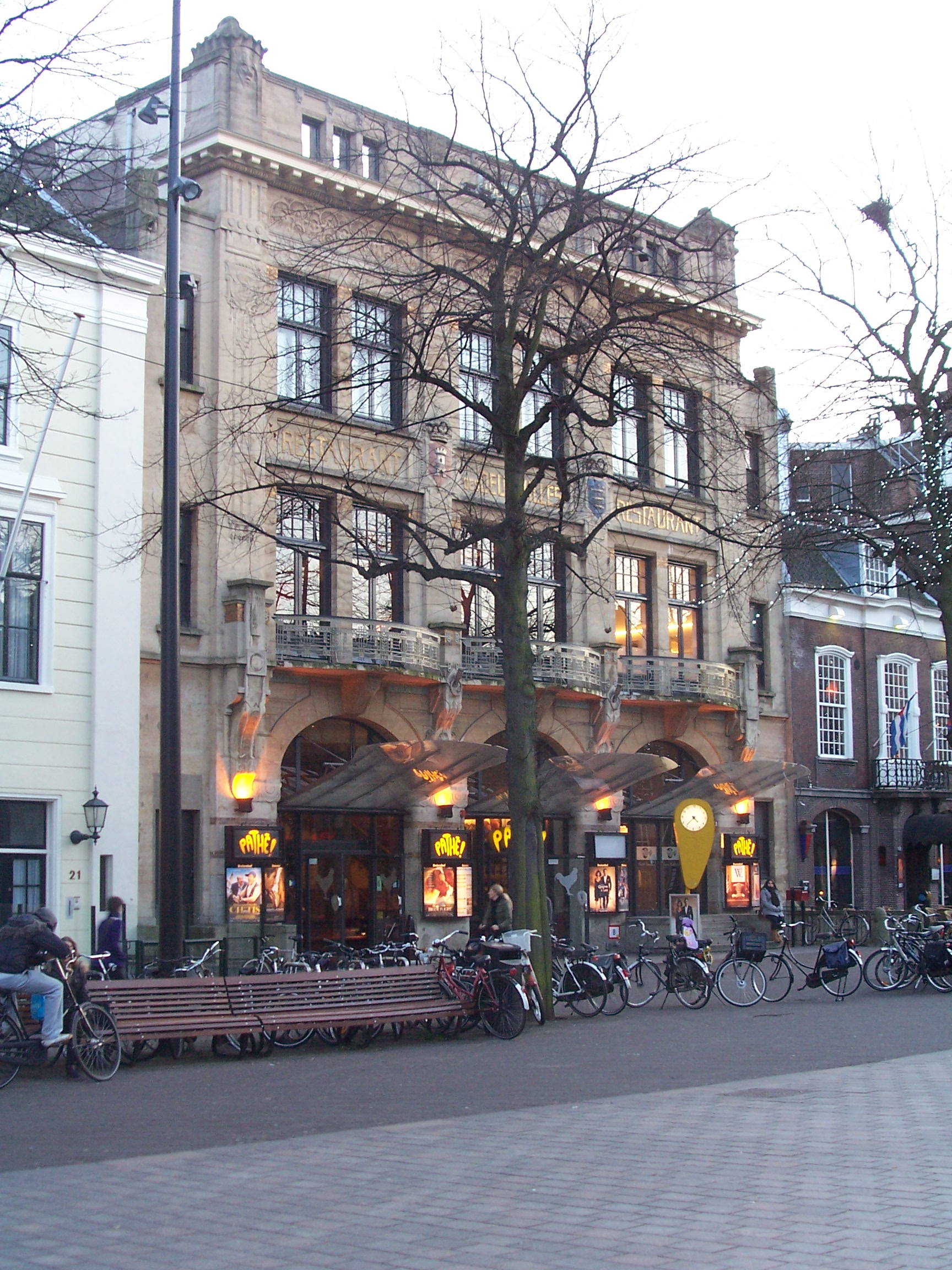
Hotel Des Deux Villes (1904)
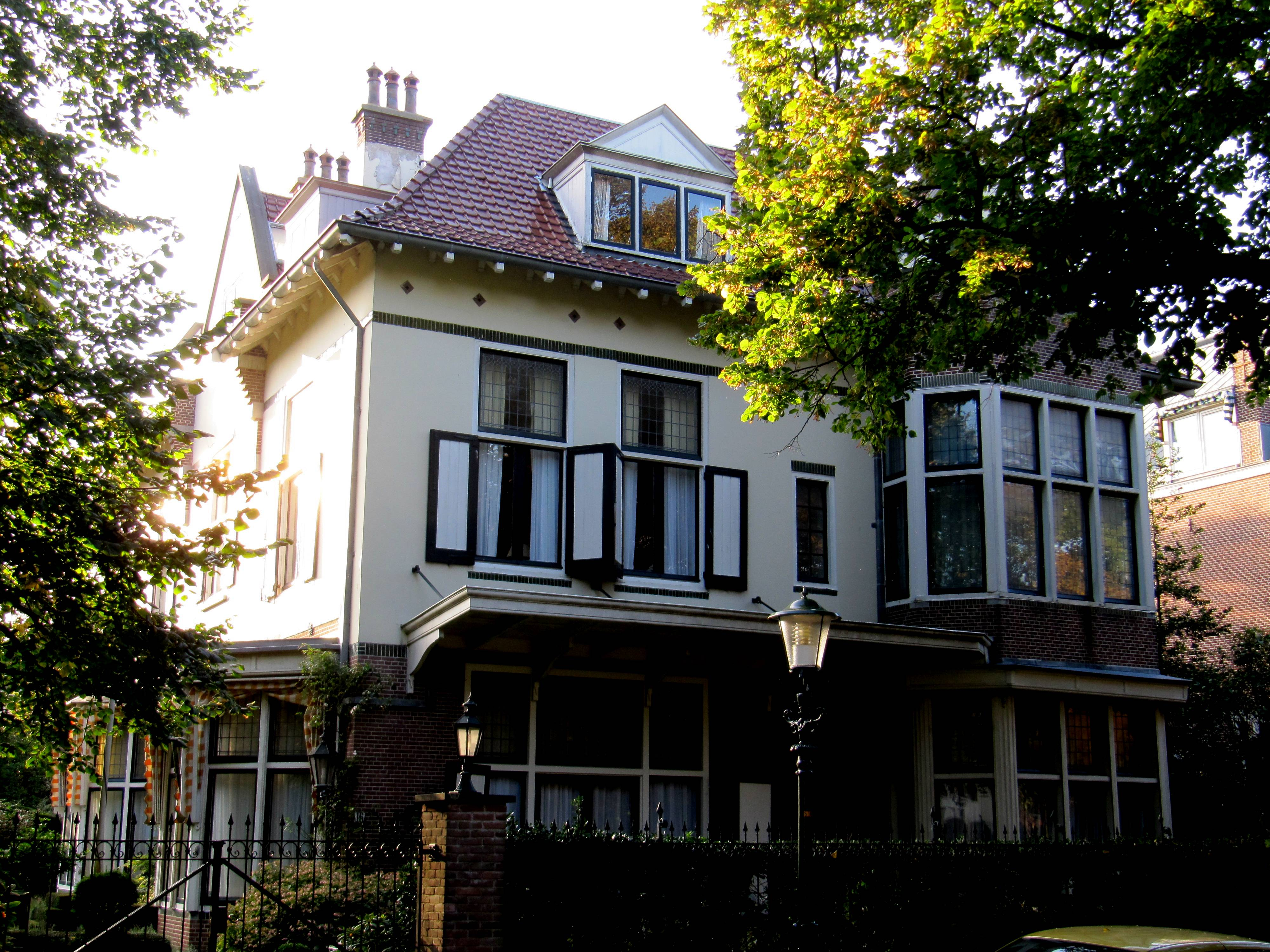
Parkweg 16 (1907)
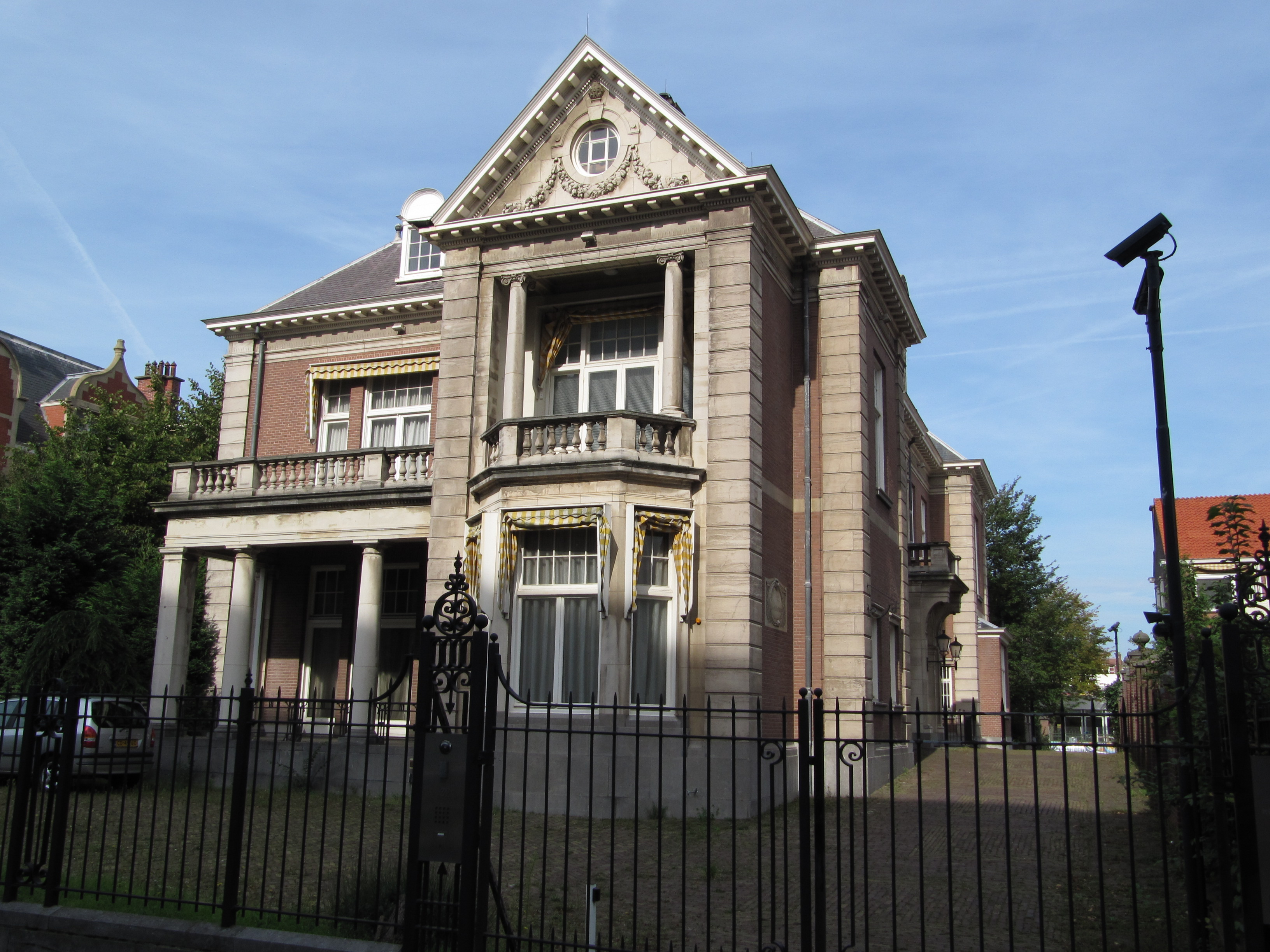
Eisenhowerlaan 132 (1910)
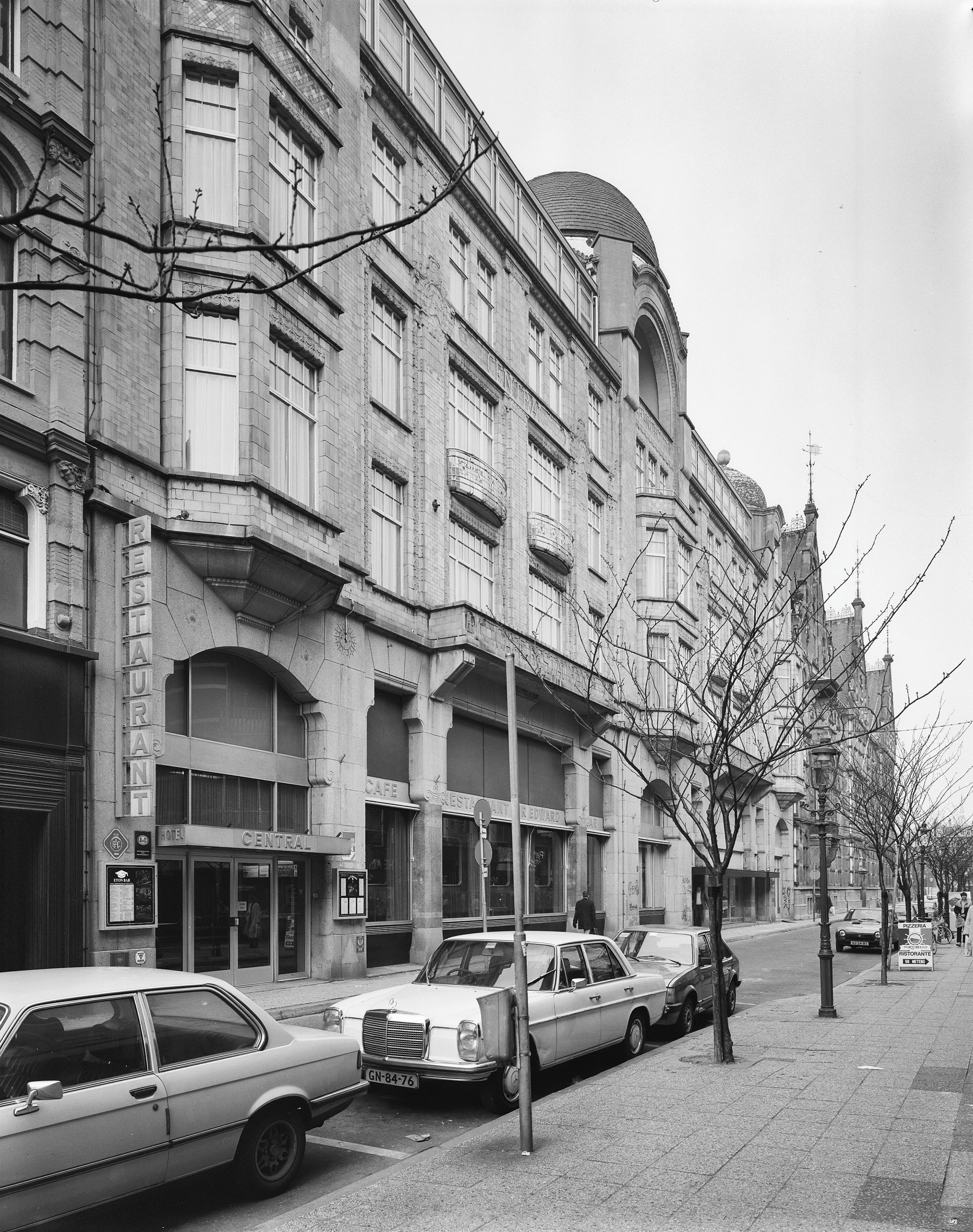
Hotel Central (1913)